# Echana grisea
Echana grisea är en fjärilsart som beskrevs av Rothschild 1920. Echana grisea ingår i släktet Echana och familjen nattflyn. Inga underarter finns listade i Catalogue of Life.